# Kosmos 133

Kosmická loď Sojuz 7K-OK(A) s aktivním stykovacím zařízením

Kosmos 133 byl sovětský testovací satelit vypuštěný z kosmodromu Bajkonur na palubě rakety Vostok. Zároveň se jednalo o první bezpilotní zkušební let kosmické lodi Sojuz 7K-OK kolem oběžné dráhy Země.
Prototyp kosmické lodi nazvaný Kosmos 133 vyrobila a provozovala Ústřední konstrukční kancelář experimentálního strojírenství (rusky (CKBEM, Центральное конструкторское бюро экспериментального машиностроения /ЦКБЕМ/, do 1966 OKB-1), nyní RKK „Eněrgija“ im. S. P. Koroljova (РКК „Энергия“ имени С. П. Королёва), Koroljov (dříve Kaliningrad u Moskvy), Moskovskaja obl., RSFSR (SSSR)).

## Popis lodi
Loď typu Sojuz (typové označení 11F615, model 7K-OK, jehož celková délka činila 6,98 m a maximální průměr 2,72 m, sestávala ze tří částí: z návratového modulu (SA – spuskajemyj apparat), z obytné sekce (BO – bytovoj otsek) a z přístrojové sekce (PAO – priborno-aggregatnyj otsek).
Modul SA byl dlouhý 2,16 m a měl kuželový tvar. Jeho maximální průměr činil 2,2 m a vnitřní objem 3,85 m3 (z toho prostor pro posádku 2,5 m3). Byla zde umístěna 3 křesla pro kosmonauty, řízení lodi, kontejnery pro dopravu nákladu na Zem a nouzové zásoby potravin a vody. V přední části se nacházel kruhový průlez do obytného úseku o světlosti 0,6 m, jakož i dva hermetické kontejnery s padákovými systémy: hlavní o ploše 1000 m2 a záložní, jehož plocha činila 570 m2. Povrch SA kryl ablativní tepelný štít. Na spodní straně jsou umístěny 4 motory pro měkké přistání.
Sekce BO byla dlouhá 3,29 m a měla ogivální tvar. Její maximální průměr činil 2,2 m a vnitřní objem 6,6 m3 (z toho prostor pro posádku 4 m3). Sekce sloužila k pobytu a odpočinku posádky. V přední části bylo umístěno aktivní stykovací zařízení, které sloužilo k připojení lodi k jinému kosmickému objektu, bez možnosti přestupu osádky.
Sekce PAO, sestávala ze tří úseků. Přechodový úsek sloužil k připojení návratového modulu. Nesl proto 10 motorků o tahu 100 N pro stabilizaci a drobné korekce dráhy včetně zásob paliva (peroxid vodíku). Hermetizovaný přístrojový úsek měl průměr 2,1 m a výšku 0,5 m (objem 2,2 m3). Byly zde umístěny přístroje orientačního a navigačního systému, energetický, klimatizační, telemetrický a povelový systém a programové časovací zařízení. Motorový úsek měl válcový tvar o průměru 2,1 m, dole s kuželovým límcem s maximálním průměrem 2,72 m a nesl motorovou jednotku KTDU-35, s hlavním jednokomorovým motorem, který vyvinul tah 4,09 kN, a záložním dvoukomorovým motorem s tahem 4,03 kN. Byly zde i palivové nádrže a turbočerpadla pro dopravu kapalného paliva (asym. dimetylhydrazin] a oxid dusičitý). Byly zde také 4 korekční motory o tahu 100 N a 8 motorů orientačního a stabilizačního systému o tahu 10-14,7 N. Radiátor klimatizačního systému byl umístěn na povrchu a panely slunečních baterií, jejichž rozpětí činilo 8,37 m, byly připojeny k bokům motorového.
Celá kosmická loď byla pokryta izolační obšívkou zelené barvy. Během startu ji chránil aerodynamický kryt, jehož součástí byl i motor záchranného systému na tuhé palivo s tahem 785 kN.
Maximální doba autonomního letu činila 14 dní.

## Parametry mise
- Kategorie: Bezpilotní zkouška
- Kosmická loď: Soyuz 7K-OK
- Hmotnost: 6450 Kg
- Posádka: Žádná (bezpilotní let)
- Místo startu: Tyuratam – Kazachstán (Kosmodrom Bajkonur)
- Start: 28. listopadu 1966 v 11.02:00 UTC
- Přistání: 30. listopadu 1966 v 10.21 UTC
- Čas: 88,4 minut
- Podrobnosti trajektorie: Typ: orbitální, centrální těleso: Země
- Provozovatel: Sovětský svaz
- Výrobce: Sovětský svaz
- Stav objektu: Byl dán rozkaz k sebedestrukci
- NSSDC ID: 1966-107A